# Antarktischer Kälterückfall

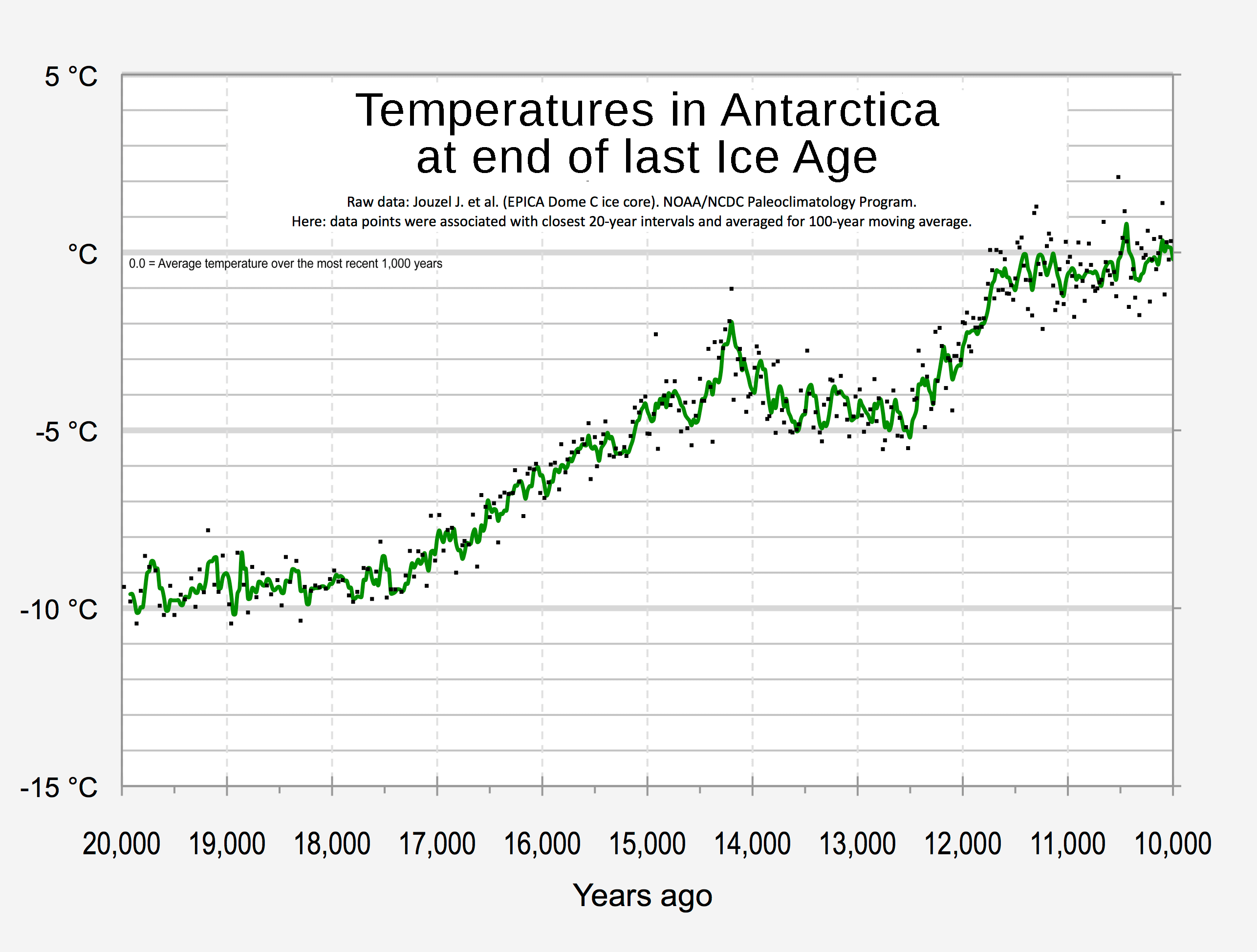
Globale Temperaturveränderung zwischen 18.000 und 8.000 v. Chr. aufgrund der Daten von EPICA-Dome C in der Ostantarktis

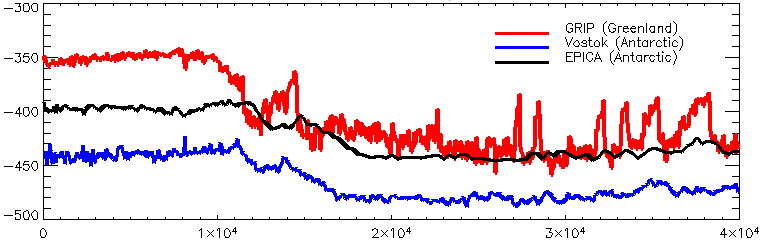
Die schwarze Kurve ergibt sich aus den Proxy-Daten von EPICA Dome C ([ftp://ftp.ncdc.noaa.gov/pub/data/paleo/icecore/antarctica/epica_domec/edc_dd.txt online]) für die letzten 40.000 Jahre (heute ist links)

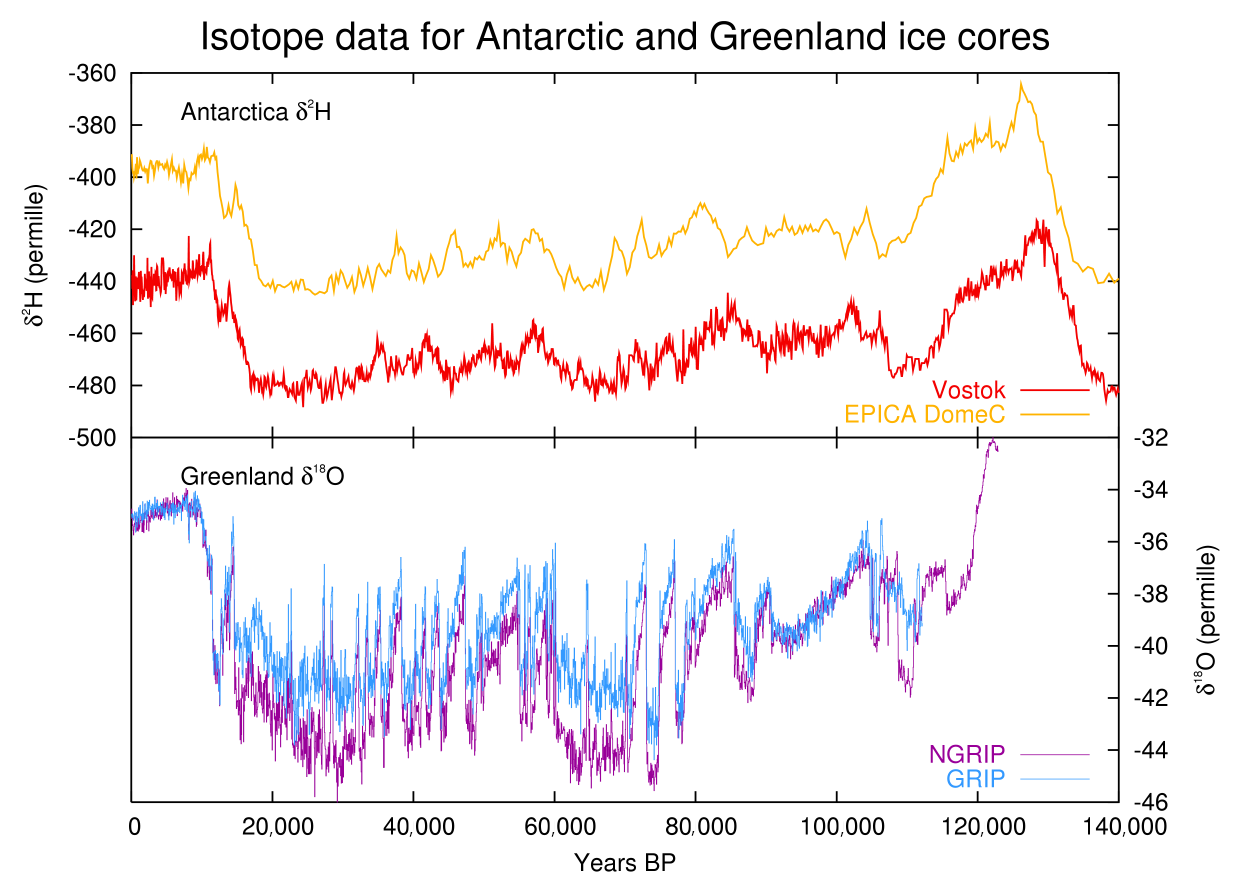
Zum Vgl. die gelbe Kurve für die letzten 140.000 Jahre (heute ist links); vor der Eem-Warmzeit gab es diesen Kälterückfall nicht

Der Antarktische Kälterückfall, abgekürzt ACR (für engl. Antarctic Cold Reversal), war ein Abschnitt in der Erdgeschichte, bei dem am Ende der letzten Eiszeit nach jahrtausendelanger Erwärmung und weltweiter Gletscherschmelze vor etwa 14.500 Jahren eine globale Abkühlung stattfand.
Das letzteiszeitliche Maximum und Meeresspiegel-Minimum fand 21.000 Jahre BP statt. Nach 18.000 BP zeigen antarktische Eisbohrkerne eine allmähliche Erwärmung. Circa 14.700 BP gab es einen großen Schmelzwasserpuls, der entweder vom antarktischen Eisschild oder vom Laurentidischen Eisschild stammte und Schmelzwasserpuls 1A genannt wird. Dieser Schmelzwasserpuls verursachte einen Meeresspiegelanstieg, der den globalen Meeresspiegel innerhalb von zwei Jahrhunderten um 20 Meter anhob. Es wird angenommen, dass dies den Beginn des Bölling- bzw. Alleröd-Interstadials beeinflusste, die große Unterbrechungen der eiszeitlichen Kälte in der nördlichen Hemisphäre waren. Daneben wurde der Schmelzwasserpuls 1A in der Antarktis und der südlichen Hemisphäre von einer erneuten Abkühlungsphase begleitet, dem Antarktischen Kälterückfall, der um 14.500 BP einsetzte und zweitausend Jahre andauerte; es ist ein Beispiel einer Erwärmung, die zu einer Abkühlung führte. Ähnliches war bei der Misox-Schwankung zu beobachten. Der Antarktische Kälterückfall brachte eine mittlere Abkühlung um ca. 3 °C. Die Jüngere Dryaszeit setzte während des Antarktischen Kälterückfalls ein, der in der Mitte der jüngeren Dryaszeit endete. Kritisch bei dem Vergleich zwischen Nord- und Südhemisphäre ist die Zuordnung der Bohrkerntiefe zur Zeit. Andere Veröffentlichungen, die sich mit der „Phasenverschiebung“ beschäftigt haben, kommen zu abweichenden Schlussfolgerungen.
Dieses Muster einer Entkopplung zwischen Nord- und Südhemisphäre bzw. „Süden führt, Norden hinkt hinterher“ (engl. southern lead, northern lag) manifestierte sich in darauffolgenden klimatischen Ereignissen. Die Erklärung dieser Entkopplung der Erdhemisphären und die Mechanismen der Erwärmungs- und Abkühlungstrend sind Gegenstand von Studien und Diskussionen in der Klimaforschung. Die konkreten Zeitpunkte und das Ausmaß des Antarktischen Kälterückfalls sind ebenfalls Gegenstand dieser Debatte.
Gegenüber dem Beginn des Antarktischen Kälterückfalls setzte der Ozeanische Kälterückfall im Südlichen Ozean mit ca. 800 Jahren Verzögerung ein.